# Cuitláhuac, Querétaro Arteaga
Cuitláhuac är en ort i Mexiko.   Den ligger i kommunen Querétaro och delstaten Querétaro Arteaga, i den centrala delen av landet, 190 km nordväst om huvudstaden Mexico City. Cuitláhuac ligger 1 843 meter över havet och antalet invånare är 366.
Terrängen runt Cuitláhuac är kuperad åt nordost, men åt sydväst är den platt. Runt Cuitláhuac är det tätbefolkat, med 762 invånare per kvadratkilometer. Närmaste större samhälle är Santiago de Querétaro, 10,1 km söder om Cuitláhuac. Trakten runt Cuitláhuac består i huvudsak av gräsmarker.